# Julijan
Julijan je moško osebno ime.

## Izvor imena
Ime Julijan je različica moškega osebnega imena Julij.

## Oblike imena pri drugih narodih
- pri Rusih: Юлиа́н (poslovenjena oblika Juljan; redkeje tudi Julijan)

## Pogostost imena
Po podatkih Statističnega urada Republike Slovenije je bilo na dan 31. decembra 2007 v Sloveniji število moških oseb z imenom Julijan: 312.

## Osebni praznik
V našem koledarju z izborom svetniških imen, udomačenih med Slovenci in njihovimi godovnimi dnevi po novem bogoslužnem koledarju je ime Julijan zapisano 5 krat.
- 9. januar, Julijan mučenec († 9. jan. v 4. stoletju)
- 29. januar Julijan Ubogi, spokornik
- 19. februar, Julijan, mučenec
- 16. marec, Julijan, mučenec († 16. mar. v 4. stoletju)
- 18. oktober, Julijan, puščavnik